# Liste kurdischer Ortsnamen in der Türkei
Die Liste kurdischer Ortsnamen bietet eine Auswahl von unter Kurden gebräuchlichen Namen von Städten und Dörfern in der Türkei. Unterschiedliche Sprachen wie Kurmandschi und Zazakî mit jeweils uneinheitlicher oder nicht festgelegter Schreibung und zahlreichen regionalen Varianten führen zu Namensvarianten der Ortsnamen. Bei den kurdischen Ortsnamen handelt es sich in der Mehrzahl um die ursprünglichen Ortsnamen. Diese werden von der lokalen Bevölkerung in den meisten Fällen nach wie vor verwendet.

## Umbenennungen
Die ersten Umbenennungen von Ortsnamen erfolgten im Osmanischen Reich. In den 1870er Jahren entstanden zahllose Ortsnamen, die mit den Namen der Sultane Abdülaziz (z. B. Aziziye) oder Abdülhamid II. (Hamidiye, İhsanihamid, Umranihamid, Bünyanihamid) zusammenhingen.
In der Türkei wurden im 20. Jahrhundert landesweit ca. 28.000 Siedlungsnamen geändert, darunter mehr als 12.000 Dorfnamen. Im Jahre 1928 gab das türkische Innenministerium eine 1066-seitige vollständige Auflistung aller Ortsnamen heraus. Das Buch hieß „Son Teşkilât-ı Mülkiyede Köylerimizin Adları“. Im Jahre 1933 erschien eine 810-seitige Aufstellung von „Dorfnamen, auf die das Dorfgesetz Anwendung findet oder nicht findet“ (Köy kanunu tatbik olunan ve olunmayan köy isimleri).
Die „Nationalisierung“ der Ortsnamen begann 1920 und wurde im Zeitraum zwischen 1956 und 1978 intensiviert. Damals wurde im Innenministerium eigens eine Fachkommission für Namensänderung (Ad Değiştirme İhtisas Komisyonu), bestehend aus Vertretern des Innenministeriums und des Generalstabs, Kartographen des Verteidigungsministeriums und Vertretern der Fakultät für Sprache, Geschichte und Geographie an der Universität Ankara und der Gesellschaft für türkische Sprache eingerichtet.
Die Änderungen konzentrierten sich auf die Schwarzmeerregion und Ost- und Südostanatolien. In der Schwarzmeerregion wurden vornehmlich griechische, lasische, armenische und georgische Namen türkifiziert. In Ost- und Südostanatolien änderte man die Ortsnamen, weil diese kurdischen, armenischen, persischen oder arabischen Ursprungs waren. Die Milliyet berichtete am 25. Mai 1986, dass zwischen November 1985 und dem Erscheinungsdatum der Ausgabe insgesamt 12.861 Ortschaften umbenannt wurden. Die Quote für Südostanatolien habe 80,65 Prozent betragen, während in der Region Ankara 13,39 Prozent der Ortschaften von einer Namensänderung betroffen gewesen seien. In den kurdischen Siedlungsgebieten wurden aufgrund der Leugnung der eigenständigen Existenz der kurdischen Sprache fast alle Siedlungsnamen geändert. Die Namensänderungen erfolgten meisten im Sinne einer „schematischen Türkisierung tatsächlicher oder vermeintlicher nichttürk. Namen“. Die Umbenennungen beschränkten sich vornehmlich auf ländliche Siedlungen. Ausnahmen waren die Städte Mustafakemalpaşa und Kırklareli („Land der Vierziger“). Letztere hieß zuvor Kırkkilise (Vierzigkirchen). Antep, Maraş und Urfa erhielten ehrende Beinamen.

## Gegenwärtige Lage
Das Sprachverbot für Kurdisch wurde 1991 aufgehoben. Kurdisch wird an staatlichen Schulen als Wahlfach angeboten. Medien in kurdischer Sprache sind erlaubt. Im Jahre 2010 wurde eine mögliche Rückumbenennung kurdischer Ortsnamen in einen Gesetzesentwurf der Regierung Erdoğan aufgenommen. In den letzten Jahren wurden zahlreiche historische und kurdische Namen erneut als Bezeichnung ins Grundbuch aufgenommen. In der ersten Dekade des 21. Jahrhunderts erhielten ca. 120 umbenannte Siedlungen ihren ursprünglichen Namen wieder zurück.  Die Stadtverwaltung von Diyarbakır ließ Ende 2009 zweisprachige Hinweisschilder aufstellen. Nach einigen weiteren Reformen im Jahr 2013 konnten umbenannte Orte ihre ehemaligen Namen wieder beantragen. Als erstes Beispiel wurde im November 2013 Aydınlar in Siirt wieder in Tillo umgeändert.